# Лапорт, Доминик
Домини́к Жильбе́р Лапо́рт (фр. Dominique Gilbert Laporte; 1949, Тур, Франция — 1984, Париж, Франция) — французский писатель и психоаналитик. Автор книги «История дерьма».

## Биография
В 1981 году получил докторскую степень по психоанализу в Университете Париж VIII, где также преподавал на отделении психоанализа.
Автор многочисленных статей по психоанализу, богословию и искусству опубликованных в Le discours psychanalytique, art press и многих других журналах. Часто публиковался в психоаналитическом журнале «Ornicar ?».
Наряду с написанием собственных работ, стихов и эссе выступил в качестве редактора французского издания исследования Джона Грегори Бурка «Копрологические обряды всех народов: диссертация о деятельности лиц связанных с испражнениями в религии, лечебном деле, гадании, колдовстве, приворотных зельях и т. д. во всех уголках мира» (англ. Scatalogic Rites of All Nations: A Dissertation upon the Employment of Excrementicious Remedial Agents in Religion, Therapeutics, Divination, Witch-Craft, Love-Philters, etc. in all part of the Globe), впервые изданного в 1981 году.
Дружил с Мишелем Фуко и Эдмоном Жабесом.

## Сочинения
- Renée Balibar[нем.] et Dominique Laporte. Le français national: politique et pratiques de la langue nationale sous la Révolution française. — Paris: Hachette, 1974. — (Analyse / Langue et littérature). — ISBN 978-2-010-00113-0.
- Dominique Laporte. Histoire de la merde: prologue. — Paris: Christian Bourgois éditeur[фр.], 1978. — 119 p. — (Première livraison). — ISBN 978-2-267-00109-9.
- Dominique Laporte et (Lausanne). L'Étron de la nuit: prosopopée. — Lausanne: Centre d'études sémiologiques. — (Argo). (№ 24) (OCLC 79124286)
- Dominique G. Laporte. Il nous reste la main, poésie. — 1979. — (Argo).
- Dominique G. Laporte, Gérard Wajeman, Eric Blumel et Yves Depelsenaire. La Perspective et le temps. — Paris: Analytica. — (Analytica). (№ 22) (OCLC 461845625)
- Dominique Laporte. L'enfance de Flaubert : l'opération faite à la langue. — Gourdon: D. Bedou, 1981. — (Deleatur). (№ 7), (OCLC 20993842)
- Bouvard & Pécuchet centenaires / Dominique-Gilbert Laporte (dir.) et Roland Chemama [textes réunis par D.G. Laporte] ; avec des textes de Roland Chemama ... [et al.]. — Paris: Bibliothèque d'Ornicar?. — (Analytica, cahiers de recherche du Champ freudien). (№ 24-25), 1981 (OCLC 13627905)
- Dominique Gilbert Laporte. Laure ou la Prosopopée du ciel. — Lausanne: Furor, 1982. (OCLC 79343003)

### Переводы на другие языки
английский
- Laporte D. Christo / traduction Abby Pollak. — New York: Pantheon Books[англ.], 1986. — ISBN 978-0-394-74170-3. (OCLC 12108229)
- Laporte D. History of shit = Histoire de la merde: prologue / Trans. Nadia Benabid and Rodolphe el-Khoury. — Cambridge: MIT Press, 2000. — 160 p.

русский
- «Государство – это сточная труба» // (Интервью Доминика Лапорта газете «Либерасьон» 11-12 марта 1978 г.) Полярная звезда : сетевой журнал. — 15.04.2007. Архивировано 9 июля 2015 года. (Интервью взяли журналисты Ж.-Ф. Фогель и Жан-Луи Ю.; Перевёл с французского Б. К. Карпов) (копия интервью, заархивированная копия интервью)
- «История говна» (Laporte D. Histoire de la merde: prologue. — Paris: Christian Bourgois éditeur[фр.], 1978. — (Première livraison). — ISBN 978-2-267-00109-9.)
  - Лапорт Д. Золото речи, блеск фекалий // Живой Журнал. — 09.10.2009. Архивировано 28 февраля 2017 года. (Частичный перевод первой главы «Золото речи, блеск фекалий» книги; Перевёл с французского Б. К. Карпов)
  - Лапорт Д. Обучение видению и обонянию // Живой Журнал. — 21.09.2003. Архивировано 5 января 2018 года. (Перевод отрывка из подглавы «Обучение видению и обонянию» второй главы «Уборка перед домом» книги; Перевёл с французского Б. К. Карпов)
  - Лапорт Д. Оссуарий и предметы культа // Форумы inFrance — Франция по-русски. — 29.06.2002. Архивировано 5 января 2018 года. (Перевод подглавы «Оссуарий и предметы культа» третьей главы «Колониальная вещь» книги; Перевёл с французского Б. К. Карпов)
  - Лапорт Д. «Хризагир» // Форумы inFrance — Франция по-русски. — 08.07.2008. Архивировано 5 января 2018 года. (Перевод подглавы «Хризагир» из четвёртой главы «Non olet» книги; Перевёл с французского Б. К. Карпов)
  - Лапорт Д. Всё, что вы хотели знать об ароматах; Запах антиномичен не только порядку и гигиене, но и красоте. // Форумы inFrance — Франция по-русски. — 16.07.2004. Архивировано 5 января 2018 года. (Перевод подглав «Всё, что вы хотели знать об ароматах» и «Запах антиномичен не только порядку и гигиене, но и красоте» из четвёртой главы «Non olet» книги; Перевёл с французского Б. К. Карпов)
  - Лапорт Д. Non olet — Не пахнет // Ароматы и запахи в культуре. Книга 1 / Сост. О. Б. Вайнштейн. — 2-е изд., испр. — М.: Новое литературное обозрение, 2010. — С. 563—577. — 616 с. — 3000 экз. (Перевод четвёртой главы «Non olet» книги; Перевела с французского А. Васильева)
  - Лапорт Д. «Одержимость клоакой». Утопический социализм и ассенизация // Полярная звезда : сетевой журнал. — 16.04.2007. Архивировано 7 июля 2015 года. (Перевод шестой главы «Я на стороне Шекспира» книги; Перевёл с французского Б. К. Карпов) (копия — Лапорт Д. «Я говорю как Шекспир» (sic!) // Живой Журнал. — 30.07.2004. Архивировано 5 января 2018 года.)